# Mission Aviation Fellowship Timor-Leste
Die Mission Aviation Fellowship Timor-Leste (Maf Timor-Leste) ist der osttimoresische Ableger der Mission Aviation Fellowship, eines christlichen Missionswerks, das Krankenlufttransporte in verschiedenen Ländern organisiert.

## Hintergrund
Die Infrastruktur in Osttimor ist weitgehend mangelhaft. Zwar wuchs in den letzten Jahren die Zahl der Ärzte und medizinischen Versorgungsstationen, schwere Notfälle erhalten die notwendige Hilfe aber nur in der Landeshauptstadt Dili oder müssen sogar in das australische Darwin ausgeflogen werden. Auch innerhalb des Landes sind oft Krankentransporte mit Flugzeugen notwendig, da sich die Straßen vor allem in der Regenzeit in einem sehr schlechten Zustand befinden.
99,6 % der Osttimoresen sind Christen.

## Arbeit in Osttimor
Am 10. September 2007 führte die Maf Timor-Leste ihren ersten Krankenlufttransport in Osttimor durch. Ein Patient wurde von Suai nach Dili geflogen. Innerhalb der folgenden zehn Jahre wurden über 1400 Patienten von acht Landepisten in den verschiedenen Gemeinden Osttimors in die Landeshauptstadt geflogen. Allein 2016 kam man auf 2294 Passagiere (davon 268 Krankentransporte), 536 Flugstunden und 91.309 geflogene Kilometer.
Neben Patienten wird auch medizinisches Personal zu den Menschen in den ländlichen Regionen gebracht, so zum Beispiel Spezialisten, die dann Sprechstunden vor Ort durchführen. Auch Mitglieder von christlichen Nichtregierungsorganisationen, die Englisch unterrichten oder Gospelfilme zeigen, sind Passagiere, sowie Wissenschaftler und 2016 der Premierminister Osttimors Rui Maria de Araújo, der wegen Überflutungen sonst nicht zu einem Lokaltermin hätte reisen können.
Die Maf Timor-Leste verfügt über zwei Gippsland GA-8 „Airvan“ (VH-MQO und VH-MTX) und hat zwei Osttimoresen und drei Ausländer als Angestellte. Sie arbeitet in Kooperation mit dem Gesundheitsministerium Osttimors.